# Patty Mullen
Patty Mullen (* 19. Juli 1966 in Staten Island) ist eine US-amerikanische Schauspielerin und Model.

## Leben und Karriere
Mullen begann ihre Karriere als Model und wurde im August 1986 zum „Pet of the Month“ des Penthouse-Magazins gewählt. Zwei Jahre später, 1988, erhielt sie den Titel „Pet of the Year“. Ihr Filmdebüt gab sie 1987 in der Horror-Komödie Doom Asylum. Anschließend trat sie in einer Folge in Der Equalizer auf. 1990 übernahm sie die Hauptrolle in Frankenhooker. Außerdem war sie als Jurorin bei der Wrestling-Veranstaltung Clash of the Champions I tätig.

## Filmografie
- 1987: Doom Asylum
- 1989: Der Equalizer (The Equalizer, Fernsehserie, 1 Folge)
- 1990: Frankenhooker